# 공주시의회
공주시의회는 충청남도 공주시 지역을 관할하는 기초의회이다.